# Liste des villes jumelées de Taïwan

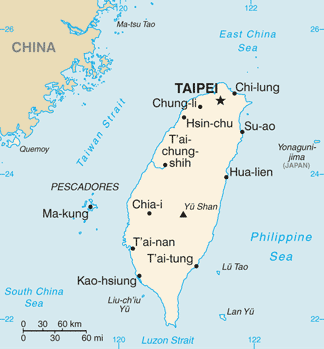
Carte de Taïwan.

Ceci est la Liste des villes jumelées de Taïwan ayant des liens permanents avec des communautés locales dans d'autres pays. Dans la plupart des cas, en particulier quand elle est officialisée par le gouvernement local, l'association est connue comme « jumelage » (même si d'autres termes, tels que « villes partenaires », « Sister Cities » ou « municipalités de l'amitié » sont parfois utilisés). La plupart des endroits sont des villes, mais cette liste comprend aussi des villages, des districts, comtés, etc., avec des liens similaires.
- Haut – A
- B
- C
- D
- E
- F
- G
- H
- I
- J
- K
- L
- M
- N
- O
- P
- Q
- R
- S
- T
- U
- V
- W
- X
- Y
- Z

## T

### Tainan
- Béziers, France (2023) [1]

### Taipei
- Prague, Tchéquie (2020)[2]
- Riga, Lettonie (2001)[3]
- Versailles, France (1986)[4]

### Taoyuan
- Grenoble-Alpes Métropole, France (2018), avec des échanges réguliers[5],[6]

## Sources
- (en) Cet article est partiellement ou en totalité issu de l’article de Wikipédia en anglais intitulé « List of twin towns and sister cities in Taiwan (Republic of China) » (voir la liste des auteurs).